# K30 Biho
Der K30 Biho (kor.: fliegender Tiger) ist ein südkoreanischer Flakpanzer, der seit 2002 produziert wird. Die Entwicklung begann 1983 und endete 1991. Es wird vom Chun-ma-System ergänzt.

## Überblick
Das Fahrzeug ist mit einem 2D-X-Band-Radar von LG-Precision auf dem Turm ausgestattet, das eine Ortungsreichweite von 17 km hat. Unter 7 km können Ziele vom Schützen aufgeschaltet und automatisch verfolgt werden. Dabei kommt auch ein elektro-optisch-infraroter Sensor von Raytheon und Samsung Electronics zum Einsatz, der mit einem Laserentfernungsmesser ausgestattet ist. Wenn ein Luftziel innerhalb der effektiven Reichweite der Geschütze von unter drei Kilometer ist, kann es mit HE- und HEI-Munition bekämpft werden. Die maximale Kadenz der 30-mm-Doppelgeschütze beträgt 1200 Schuss pro Minute, der Richtbereich −32/+50°. Jede Kanone hat einen Munitionsvorrat von 500 Schuss. Der Turm wird elektrisch gedreht.

## Stückzahl
Südkorea: 167 (2009)